# Schangnau
Schangnau est une commune suisse du canton de Berne, située dans l'arrondissement administratif de l'Emmental.
Une petite station de ski a été aménagée dans la localité de Bumbach.

Photo aérienne par Walter Mittelholzer (1925)

## Personnalités
Le skieur Beat Feuz, notamment champion du monde de descente en 2017, vient de et habite dans la commune.